# McCarthy Ridge
McCarthy Ridge ist ein breiter und größtenteils vereister Bergkamm mit steilen Flanken im ostantarktischen Viktorialand. Er bildet die Ostwand des Carnein-Gletschers im Südosten der Eisenhower Range.
Der United States Geological Survey kartierte ihn anhand eigener Vermessungen und mithilfe von Luftaufnahmen der United States Navy zwischen 1955 und 1963. Das Advisory Committee on Antarctic Names benannte ihn nach Peter C. McCarthy, Verwalter des biologischen Labors auf der McMurdo-Station im antarktischen Winter 1966.